# 110 Lydia
110 Lydia (in italiano 110 Lidia) è un piccolo asteroide della Fascia principale. Ha una composizione quasi pura di nichel e ferro ed è il membro principale della famiglia di asteroidi Lydia.
Lydia fu scoperto il 19 aprile 1870 da Alphonse Louis Nicolas Borrelly dall'osservatorio di Marsiglia (Francia). Fu battezzato così in onore della Lidia, un'antica regione dell'Asia Minore occidentale.
Il 18 settembre 1999 Lydia ha occultato una stella poco brillante.